# إل. س. غرينوود
إل. س. غرينوود (بالإنجليزية: L. C. Greenwood)‏ هو لاعب كرة قدم أمريكية أمريكي، ولد في 8 سبتمبر 1946 في كانتون في الولايات المتحدة، وتوفي في 29 سبتمبر 2013 في بيتسبرغ في الولايات المتحدة بسبب قصور كلوي.

## وصلات خارجية
- الموقع الرسمي
- إل. س. غرينوود على موقع مرجع كرة القدم المحترفة.كوم (الإنجليزية)
- إل. س. غرينوود على موقع قاعة ميسيسيبي للمشاهير الرياضية (الإنجليزية)